# Satilatlas gentilis
Espèce
Satilatlas gentilis est une espèce d'araignées aranéomorphes de la famille des Linyphiidae.

## Distribution
Cette espèce est endémique des États-Unis. Elle se rencontre en Utah, au Wyoming et au Washington.

## Description
Le mâle mesure de 1,55 à 1,80 mm et la femelle de 1,70 à 2,20 mm.

## Publication originale
- Millidge, 1981 : The erigonine spiders of North America. Part 5. The genus Satilatlas (Araneae, Linyphiidae). Bulletin of the American Museum of Natural History, no 170, p. 242-253 (texte intégral).